# Participation sarde à la guerre de Crimée

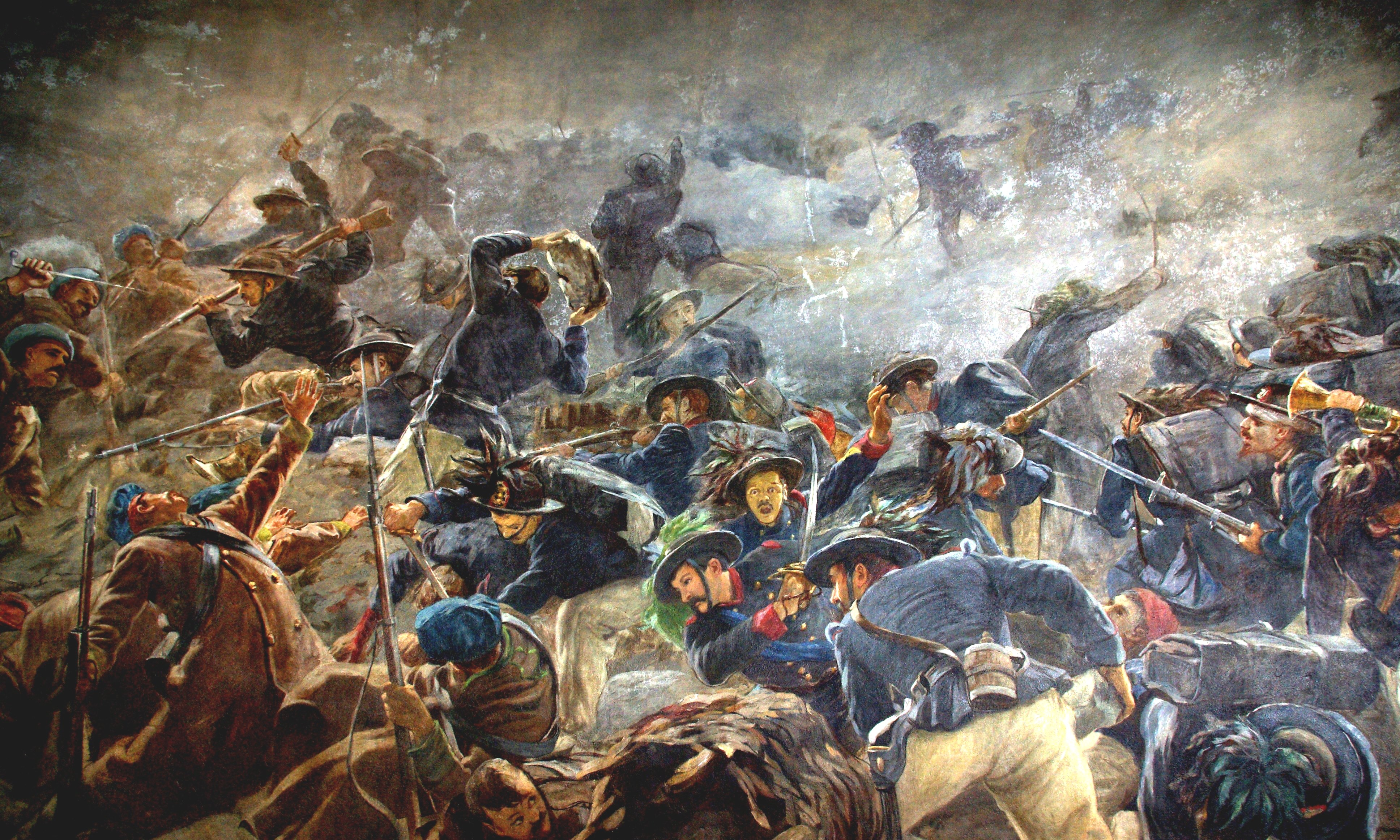
Bersagliers sardes repoussant les soldats russes à la bataille de la Tchernaïa (16 août 1855).

En 1855, des soldats du royaume de Sardaigne furent envoyés en Crimée (Empire russe) pour combattre aux côtés des Britanniques, des Français et des Ottomans qui attaquaient les Russes (guerre de Crimée).

## Raisons de cet engagement
L'unification de l'Italie ne peut se faire que si on met fin au morcellement politique du pays, hérité du Congrès de Vienne de 1814-1815, et que l'on empêche la Sainte-Alliance d'intervenir dans les affaires italiennes comme elle l'avait fait en 1821 et 1830. Il faut donc rompre l'équilibre européen qui prévaut depuis 1814. Napoléon III doit aussi offrir un dérivatif à la critique de son régime très autoritaire. Il souhaite redonner à la France une place prépondérante en Europe et flatter ainsi l'idée de la Grande nation qui sommeille depuis l'époque napoléonienne. Il cherche lui aussi à rompre le statu quo européen. L'intervention dans la guerre de Crimée permet au royaume de Sardaigne, considéré jusque-là comme un pays mineur, d'intégrer les manœuvres de la grande politique européenne et d'y faire valoir ses projets pour l'Italie.

## Contexte
En 1853, la France et le Royaume-Uni interviennent dans le conflit russo-turc sur le problème des minorités religieuses dans l'Empire ottoman. Le 10 avril 1854, la France, le Royaume-Uni, et l'Empire ottoman signent un traité d'alliance contre la Russie, auquel après bien des hésitations l'Autriche adhère en décembre 1854 (cette dernière ne peut oublier la décisive intervention russe qui a sauvé l'empire d'Autriche lors des révolutions de 1848-49). Ce traité prévoit en annexe que la France ne fera rien pour modifier le statu quo italien.
Mais l'Autriche ne fait guère d'efforts militaires pour aider ses alliés en guerre et qui sont enlisés devant Sébastopol depuis septembre. L'Autriche avait subordonné son concours militaire à l'accord de la Confédération germanique qu'elle préside. Mais Bismarck, représentant du roi de Prusse obtient le refus des autres états allemands (8 février 1855). Aussi les alliés cherchent-ils un nouveau partenaire. Après avoir sollicité le royaume des Deux-Siciles qui se dérobe, ils se tournent vers le royaume de Sardaigne. En demandant l'appui sarde, adversaire de l'Autriche en Italie, les alliés pensent faire pression sur le gouvernement autrichien et le rendre plus coopératif. Cavour, le premier ministre sarde, arrive à persuader le roi Victor-Emmanuel II et le parlement d'accepter l'offre d'alliance. Les Sardes sont pourtant inquiets de cette alliance avec l'adversaire principal (l'Autriche), doutent de l'intérêt immédiat que peut en retirer le royaume et sont conscients du coût d'équipement du contingent sarde qu'il faudra envoyer en Crimée. Pourtant le traité d'alliance est signé le 28 janvier 1855, et ratifié par les chambres en février et mars 1855.

## Le conflit
Le corps expéditionnaire sarde, d'environ 21 000 hommes, est commandé par le général La Marmora et opère aux côtés des Britanniques. Le 16 août 1855, les Sardes participent à la bataille de Tchernaïa (aussi appelée bataille de Traktir). Ils ne sont guère employés pour d'autres opérations d'envergure. Au total les combats firent près de 250 victimes, surtout des blessés, mais le choléra et les privations firent près de 2 400 morts. Le cimetière militaire italien de Sébastopol en rappelle le souvenir.

## Fin de la guerre
Le royaume de Sardaigne doit batailler ferme pour pouvoir participer au Congrès de Paris (en) qui s'ouvre le 26 février 1856. En effet l'Autriche s'y oppose. Mais Cavour obtient le 7 décembre 1855, malgré l'hostilité du ministre français des Affaires étrangères Walewski, le soutien de Napoléon III, il peut donc participer. Cependant le 30 mars, au moment de la signature du traité de paix avec la Russie, la question italienne n'est officiellement discutée. Alors Cavour jouant du soutien des Britanniques, contraint Napoléon III à faire un geste. Le 16 avril, Cavour peut présenter aux États présents un memorandum où il démontre que la situation italienne présente des risques de révolution et qu'il faut soutenir les Sardes à faire valoir le « droit des peuples à disposer d'eux-mêmes » (contre l'Autriche). Bien modeste en apparence, la politique de Cavour permet un avancement significatif de l'unification de l'Italie et fait du royaume de Sardaigne le champion de celle-ci.